# Crítica do pós-modernismo
A crítica ao pós-modernismo é intelectualmente diversa, refletindo várias atitudes críticas em relação à pós-modernidade, à filosofia pós-moderna, à arte pós-moderna e à arquitetura pós-moderna. O pós-modernismo é geralmente definido por uma atitude de ceticismo, ironia ou rejeição em relação ao que descreve como as grandes narrativas e ideologias associadas ao modernismo, especialmente aquelas associadas à racionalidade iluminista, embora o pós-modernismo nas artes possa ter suas próprias definições. Assim, embora os alvos comuns da crítica pós-moderna incluam ideias universalistas de realidade objetiva, moralidade, verdade, natureza humana, razão, ciência, linguagem e progresso social, os críticos do pós-modernismo muitas vezes defendem tais conceitos. Alega-se frequentemente que os estudiosos pós-modernos promovem o obscurantismo, são hostis à verdade objectiva e encorajam o relativismo (na cultura, na moralidade, no conhecimento) a um ponto que é epistemicamente e eticamente paralisante. A crítica ao movimento pós-moderno mais artístico, como a arte ou a literatura pós-moderna, pode incluir objeções ao afastamento da beleza, à falta de coerência ou compreensibilidade, ao desvio de uma estrutura clara e ao uso consistente de temas sombrios e negativos.

## Vagueza
O pós-modernismo recebeu críticas significativas por sua falta de definição e significado estáveis. O termo marca um afastamento do modernismo e pode referir-se a uma época da história humana (ver Pós-modernidade), a um conjunto de movimentos, estilos e métodos em arte e arquitetura, ou a uma ampla gama de estudos, atraindo influência de campos acadêmicos como teoria crítica, filosofia pós-estruturalista e desconstrucionismo. Há uma disputa substancial sobre quais características do pós-modernismo, se houver, são essenciais para o conceito, e seu significado enigmático e a "falta percebida de compromisso político, interpretações subjetivistas, natureza fragmentária e tendências niilistas" relacionadas levaram a frustrações e críticas acadêmicas substanciais. A inefabilidade do pós-modernismo foi descrita como "um truísmo" e alguns afirmam que é uma "palavra da moda". Esta "instabilidade semântica" tem sido reconhecida há muito tempo nos estudos.
Os críticos do pós-modernismo frequentemente acusam a arte/autoria pós-moderna de ser vaga, obscurantista ou sem sentido. Alguns filósofos, como Jürgen Habermas, argumentam que o pós-modernismo se contradiz através da auto-referência, uma vez que a sua crítica seria impossível sem os conceitos e métodos que a razão moderna fornece.
O linguista Noam Chomsky argumentou que o pós-modernismo não tem sentido porque não acrescenta nada ao conhecimento analítico ou empírico. Ele pergunta por que os intelectuais pós-modernistas não respondem como as pessoas de outras áreas quando questionados:
Sério, quais são os princípios de suas teorias, em que evidências se baseiam, o que explicam que ainda não era óbvio, etc.? Estes são pedidos justos para qualquer um fazer. Se não puderem ser cumpridos, então sugiro recorrer ao conselho de Hume em circunstâncias semelhantes: às chamas.
Christopher Hitchens, em seu livro Why Orwell Matters, defende a expressão simples, clara e direta de ideias e argumenta que os pós-modernistas desgastam as pessoas pelo tédio e pela prosa semianalfabeta. Hitchens também criticou um volume pós-modernista, "The Johns Hopkins Guide to Literary Theory and Criticism": "Os franceses, por acaso, desenvolveram uma expressão para esse tipo de prosa: la langue de bois, o de madeira língua, na qual nada de útil ou esclarecedor pode ser dito, mas na qual várias desculpas para o arbitrário e o desonesto podem ser oferecidas. (Este livro) é um indicador do estado de espírito abismal que prevalece em tantas de nossas universidades.
Na mesma linha, Richard Dawkins escreve em uma crítica favorável de Intellectual Impostures de Alan Sokal e Jean Bricmont:
Suponha que você seja um impostor intelectual sem nada a dizer, mas com fortes ambições de sucesso na vida acadêmica, reúna um círculo de discípulos reverentes e faça com que estudantes de todo o mundo untem suas páginas com um marcador amarelo respeitoso. Que tipo de estilo literário você cultivaria? Não ser lúcido, certamente, para maior clareza exporia sua falta de conteúdo.
Dawkins usa então a seguinte citação de Félix Guattari como exemplo desta “falta de conteúdo” e de clareza.
Podemos perceber claramente que não há correspondência biunívoca entre vínculos significantes lineares ou arquiescritas, dependendo do autor, e essa catálise maquínica multirreferencial e multidimensional. A simetria de escala, a transversalidade, o carácter pático não discursivo da sua expansão: todas estas dimensões afastam-nos da lógica do meio excluído e reforçam-nos na nossa rejeição do binarismo ontológico que criticámos anteriormente.

### Do próprio termo
Foi sugerido que o termo “pós-modernismo” é uma mera palavra da moda que não significa nada. Por exemplo, Dick Hebdige, em Hiding in the Light, escreve:
Quando se tornar possível a um povo descrever como “pós-moderno” a decoração de uma sala, o desenho de um edifício, a diegese de um filme, a construção de um disco, ou um vídeo “de rascunho”, um comercial de televisão, ou um documentário artístico, ou as relações “intertextuais” entre eles, o layout de uma página em uma revista de moda ou jornal crítico, uma tendência antiteleológica dentro da epistemologia, o ataque à “metafísica da presença”, uma atenuação geral do sentimento, o desgosto coletivo e projeções mórbidas de uma geração de baby boomers do pós-guerra que enfrenta a desilusão da meia-idade, a 'situação' da reflexividade, um grupo de tropos retóricos, uma proliferação de superfícies, uma nova fase no fetichismo da mercadoria, um fascínio por imagens, códigos e estilos, um processo de fragmentação e/ou crise cultural, política ou existencial, o “descentramento” do sujeito, uma “incredulidade face às metanarrativas”, a substituição de eixos de poder unitários por uma pluralidade de formações de poder/discurso, a “implosão de sentido”, o colapso das hierarquias culturais, o pavor gerado pela ameaça de autodestruição nuclear, o declínio da universidade, o funcionamento e os efeitos das novas tecnologias miniaturizadas, as amplas mudanças sociais e económicas para uma “media', fase de 'consumidor' ou 'multinacional', uma sensação (dependendo de quem você lê) de 'ausência de lugar' ou o abandono da falta de lugar ('regionalismo crítico') ou (mesmo) uma substituição generalizada de coordenadas espaciais por temporais - quando torna possível descrever todas estas coisas como “pós-modernas” (ou mais simplesmente usando uma abreviatura corrente como “pós” ou “muito pós”), então fica claro que estamos na presença de uma palavra da moda.
Intelectuais favoráveis ao pós-modernismo, como o historiador britânico Perry Anderson, defendem a existência dos vários significados atribuídos ao "pós-modernismo", argumentando que eles apenas se contradizem superficialmente e que uma análise pós-modernista pode oferecer uma visão da cultura contemporânea. Kaya Yilmaz defende a falta de clareza e consistência na definição do termo, sustentando que porque o pós-modernismo é em si "anti-essencialista e anti-fundacionalista" é apropriado que o termo não possa ter qualquer significado essencial ou fundamental. Sokal criticou defesas semelhantes do pós-modernismo, observando que respostas como esta apenas demonstram o ponto original que os críticos pós-modernistas estão a defender: que uma resposta clara e significativa está sempre em falta e em falta.[carece de fontes?]

## Relativismo
A crítica ao pós-modernismo também foi dirigida às suas posições relativistas, incluindo o argumento de que é autocontraditório. Em parte em referência ao pós-modernismo, o filósofo conservador inglês Roger Scruton escreveu: "Um escritor que diz que não existem verdades, ou que toda verdade é 'meramente relativa', está pedindo que você não acredite nele. Portanto, não acredite." Em 2014, os filósofos Theodore Schick e Lewis Vaughn escreveram: "[A] afirmação de que 'Nenhuma generalização universal irrestrita é verdadeira' é em si uma generalização universal irrestrita. Portanto, se o relativismo em qualquer uma de suas formas for verdadeiro, é falso".
Os autores cristãos Josh McDowell e Bob Hostetler fornecem a seguinte definição de pós-modernismo: "Uma visão de mundo caracterizada pela crença de que a verdade não existe em nenhum sentido objetivo, mas é criada em vez de descoberta. ... [A verdade é] criada pela cultura específica e existe apenas nessa cultura. Portanto, qualquer sistema ou declaração que tente comunicar a verdade é um jogo de poder, um esforço para dominar outras culturas. Escritores culturalmente conservadores, como Charles Colson, são caracterizados por tenderem a olhar de soslaio para a era pós-modernista, como ideologicamente agnóstica e repleta de relativismo moral ou ética situacional.[carece de fontes?] Outros críticos interpretaram a sociedade pós-moderna como sinônimo de relativismo moral e contribuindo para o comportamento desviante.
Muitos movimentos filosóficos rejeitam tanto a modernidade como a pós-modernidade como estados de ser saudáveis. Algumas delas estão associadas ao conservadorismo cultural e religioso que vê a pós-modernidade como uma rejeição das verdades espirituais ou naturais básicas e, na sua ênfase no prazer material e físico, uma rejeição explícita do equilíbrio interior e da espiritualidade. Muitas destas críticas atacam especificamente a tendência para o “abandono da verdade objectiva” como a característica crucial e inaceitável da condição pós-moderna e muitas vezes pretendem oferecer uma meta-narrativa que forneça esta verdade.
O historiador Richard J. Evans argumenta que, embora os pós-modernistas geralmente se identifiquem com a esquerda política, negar a possibilidade de conhecimento objetivo sobre o passado não é necessariamente de esquerda ou progressista, pois pode legitimar a pseudo-história de extrema direita, como a negação do Holocausto.

## Críticas marxistas
Alex Callinicos ataca pensadores pós-modernos notáveis, como Baudrillard e Lyotard, argumentando que o pós-modernismo "reflete a decepcionada geração revolucionária de 1968 (particularmente os de maio de 1968 na França) e a incorporação de muitos de seus membros na 'nova classe média' profissional e gerencial. É melhor lê-lo como um sintoma de frustração política e mobilidade social, em vez de como um fenómeno intelectual ou cultural significativo por si só."
O historiador de arte John Molyneux, também do Partido Socialista dos Trabalhadores, ataca os pós-modernistas por "cantarem uma velha canção há muito entoada por historiadores burgueses de várias convicções".
Fredric Jameson, crítico literário americano e teórico político marxista, ataca o pós-modernismo (ou pós-estruturalismo) pelo que afirma ser "a lógica cultural do capitalismo tardio", pela sua recusa em se envolver criticamente com as metanarrativas da capitalização e da globalização. A recusa torna a filosofia pós-modernista cúmplice das relações prevalecentes de dominação e exploração.
Daniel Morley e Hamid Alizadeh, do Marxist.com, chamaram o pós-modernismo de uma "filosofia burguesa, que permeia grandes partes, senão a maioria, da academia hoje. Ela incorpora o beco sem saída e o pessimismo absolutos da filosofia burguesa, dada a decadência senil da sociedade capitalista".

## Incompatibilidade com a liberdade individual
Michael Rectenwald argumenta que o pós-modernismo "é incompatível com a liberdade, primeiro porque vê o indivíduo como um mero produto, construído pela linguagem, fatores sociais e assim por diante. Como tal, o pós-modernismo nega efetivamente a autodeterminação e a agência individual. Em segundo lugar, o a obsessão cultural com a identidade social que é atual hoje deriva do construtivismo social da filosofia pós-moderna. Esse construtivismo social nega ainda mais a agência individual. Rectenwald argumenta ainda que a crença do pós-modernismo de que "tudo é uma luta pelo poder, a falta de restrições objetivas, a falta de crença na 'verdade' ou em qualquer critério para o julgamento dos fatos, nos abre à imposição arbitrária de crenças - ao autoritarismo".

## Art Bollocks
Art Bollocks é um artigo escrito por Brian Ashbee que apareceu na revista Art Review em abril de 1999. Ashbee refere-se à importância dada à linguagem na arte "pós-moderna". As formas de arte pós-modernas mencionadas por Ashbee são: "arte de instalação, fotografia, arte conceitual [e] vídeo". O termo bollocks no título refere-se a absurdo.
Um exemplo pode ser encontrado na edição 1482 da Private Eye, sendo uma entrevista imaginária de Tracey Emin por um indevidamente bajulador Alan Yentob.

## Caso Sokal
Alan Sokal, professor de física da Universidade de Nova Iorque, formulou o caso Sokal, uma farsa na qual escreveu um artigo deliberadamente sem sentido num estilo semelhante aos artigos pós-modernistas. O artigo foi aceito para publicação pela revista Social Text, apesar da óbvia satirização da visão pós-modernista da ciência. Sokal usou liberalmente conceitos e jargões pós-modernistas vagos, ao mesmo tempo em que criticava as abordagens empíricas do conhecimento. No mesmo dia do lançamento publicou outro artigo em outra revista explicando o artigo do Social Text. Isso foi transformado em um livro, Fashionable Nonsense, que oferecia uma crítica às práticas da academia pós-moderna. No livro, ele e Jean Bricmont apontam o uso indevido de termos científicos nas obras dos filósofos pós-modernos, mas afirmam que isso não invalida o resto do trabalho daqueles filósofos sobre os quais suspendem o julgamento.

## Mumbo Jumbo
O livro de Francis Wheen, How Mumbo-Jumbo Conquered the World, critica amplamente uma variedade de paradigmas não críticos com uma crítica significativa ao relativismo cultural e ao uso de tropos pós-modernos para explicar todos os fenômenos geopolíticos modernos. De acordo com Wheen, os estudiosos pós-modernos tendem a criticar as estruturas de poder injustas no Ocidente, incluindo questões de raça, classe, patriarcado, o efeito do capitalismo radical e a opressão política. Onde ele encontra falhas nestes tropos é quando as teorias vão além do pensamento crítico baseado em evidências e usam terminologia vaga para apoiar teorias obscurantistas. Um exemplo é a afirmação de Luce Irigaray, citada por Alan Sokal e Jean Bricmont em seu livro Fashionable Nonsense, de que a equação "E=mc2" é uma "equação sexuada", porque "privilegia a velocidade da luz sobre outras velocidades que são vitalmente necessários para nós". O relativismo, de acordo com Wheen, torna-se uma espécie de muro que protege as culturas não ocidentais das mesmas críticas sustentadas. Embora o sexismo inerente na América do Norte esteja aberto à crítica hostil (como deveria ser de acordo com Wheen), de acordo com o pensamento pós-moderno é tabu criticar os crimes de honra e a mutilação genital feminina no Norte de África e no Médio Oriente. O relativismo defenderá tais tabus alegando que tais culturas estão fora da esfera dos valores ocidentais partilhados e que não podemos julgar outras culturas pelos nossos próprios padrões ou é defendido através da diminuição da severidade do sexismo, negando a sua proeminência (como propaganda/mal-entendido ocidental) ou culpando factores ocidentais ameaçadores (imperialismo, globalização, hegemonia ocidental, exploração de recursos e interferência ocidental em geral). Wheen admite que, embora parte disto possa ter mérito, o seu caso é altamente exagerado pelo relativismo. Wheen reserva a sua crítica mais forte àqueles que defendem até os mais terríveis maus-tratos sistémicos às mulheres, mesmo em países onde o contacto e a influência ocidentais são mínimos.

## Contra-crítica
Patrick West, escrevendo para a revista Spiked, argumentou que os proponentes do pós-modernismo "nos exortaram a questionar as ortodoxias. Eles pregavam o ceticismo, a autonomia, o antiautoritarismo e a libertação". West comparou isso com "os guerreiros acordados de hoje [que] pregam a obediência. Quando se trata de dissidentes, eles procuram apenas disciplinar e punir". West também contestou as acusações de que o pós-modernismo é uma ideologia marxista:
Os pensadores pós-modernos se opuseram amplamente ao marxismo. Muitos podem ter sido comunistas inscritos na sua juventude (o Partido Comunista Francês dominava a política de esquerda na altura), mas na década de 1960 tornaram-se altamente críticos da política marxista. Rejeitaram a ideia de que a história progredia “dialeticamente” em direcção a um futuro comunista, ou “telos”. E eram muitas vezes hostis à objectividade científica e aos valores do “Iluminismo” tão centrais para o marxismo.— Patrick West
Ephrat Livni, escrevendo para Quartz, argumentou que os pós-modernistas não criaram a era da pós-verdade e das notícias falsas em que vivemos hoje, mas "apenas a descreveram. Os acadêmicos franceses da década de 1970... viram as falhas no pensamento modernista - aquela noção antiga da era do Iluminismo de que todos nós compartilhamos valores, aprovamos as mesmas verdades e concordamos com os fatos. Em vez disso, eles reconheceram que a realidade é complicada. Eles reconheceram as mudanças que aconteceram no final do século 20 - a erosão da autoridade, a ascensão da perspectiva individual - e desenvolveu o vocabulário para descrevê-la." Livni acrescenta que embora ainda existam factos sobre ocorrências que “constituem a realidade”, o que estes factos significam “é discutível. Não existe uma verdade objectiva e universal com a qual todos concordemos quando se trata de interpretação”. Livini conclui dizendo:
Em vez de culpar os pós-modernistas pela confusão do nosso tempo, deveríamos tentar encontrar um novo tipo de linguagem – uma que nos permita falar através das divisões, em vez de rejeitar perspectivas opostas como inerentemente falsas. Temos que aprender a reconhecer a validade de uma multiplicidade de pontos de vista e a partir disso criar algum tipo de verdade prática. Isso também pode ser uma ilusão, mas será mais funcional do que viver em negação. Caso contrário, tudo o que nos resta é esta confusão impossível e a nossa rejeição perpétua das muitas complexidades inconvenientes da vida.— Ephrat Livni